# TSKスーパータイム
『TSKスーパータイム』（ティーエスケイ スーパータイム）は、1988年4月1日から1997年3月30日まで山陰中央テレビで放送された夕方のローカルワイドニュース番組である（『FNNスーパータイム』の山陰地方ローカル扱い）。正式タイトルは『FNN TSKスーパータイム→TSKスーパータイム FNN』。

## 放送時間
いずれもJST。

### 平日
- 18:00 - 19:00（1988年4月1日 - 1997年3月28日）

### 土曜日
- 18:00 - 18:30（1988年4月2日 - 1997年3月29日）

### 日曜日
- 17:30 - 18:00 （1988年4月3日 - 1997年3月30日）

## 歴代キャスター
- 不明

## 備考
- 冒頭はオープニング・関東ローカルヘッドラインのみ差し替えていたが、1996年10月にフジテレビ側でのオープニング演出が大幅に簡略化された際に冒頭部分の差し替えは廃止された。
- 平日ローカル枠は『わくわくスポーツ』の前で終了し、18:20 - 18:40の約20分間しか放送されなかったが、全国で大事件・事故が発生した際には18:40からに変更されていた。